# LGV Sud Europe Atlantique
| TGV Duplex bei Pliboux |                      |                                                                                                |                                                                                                |
| |                      |                                                                                                |                                                                                                |
| Streckennummer (SNCF): | 566 000              |                                                                                                |                                                                                                |
| Streckenlänge: | 302 km               |                                                                                                |                                                                                                |
| Spurweite: | 1435 mm (Normalspur) |                                                                                                |                                                                                                |
| Stromsystem: | 25 kV 50 Hz ~        |                                                                                                |                                                                                                |
| Streckengeschwindigkeit: | 320 km/h             |                                                                                                |                                                                                                |
| |                      |                                                                                                |                                                                                                |
| \| \| \| LGV Atlantique von Paris-Montparnasse \| \| \| \| 223,00,0 \| Abzw. von Saint-Avertin \| Abzw. von Saint-Avertin \| \| \| \| \| \| \| \| 0,6 \| Contournement de Tours (ausser Betrieb seit 2017) zur Bahnstrecke Paris–Bordeaux nach Poitiers \| Contournement de Tours (ausser Betrieb seit 2017) zur Bahnstrecke Paris–Bordeaux nach Poitiers \| \| \| \| \| \| \| \| 3,5 \| A85 (190 m) \| A85 (190 m) \| \| \| 4,7 \| Bahnstrecke Joué-lès-Tours–Châteauroux \| Bahnstrecke Joué-lès-Tours–Châteauroux \| \| \| 7,8 \| Viaduc de l’Indre (450 m) \| Viaduc de l’Indre (450 m) \| \| \| 16,4 \| Abzw. Monts Bahnstrecke Paris–Bordeaux von Tours \| Abzw. Monts Bahnstrecke Paris–Bordeaux von Tours \| \| \| 21,7 \| PCV de Sainte-Catherine-de-Fierbois \| PCV de Sainte-Catherine-de-Fierbois \| \| \| 30,5 \| Viaduc de la Manse (130 m) \| Viaduc de la Manse (130 m) \| \| \| 36,0 \| Überdeckung Maillé (100 m) \| Überdeckung Maillé (100 m) \| \| \| 38,2 \| Bahnstrecke Paris–Bordeaux n. Châtellerault (Abzw. La Celle-St-Avant) \| Bahnstrecke Paris–Bordeaux n. Châtellerault (Abzw. La Celle-St-Avant) \| \| \| 39,x \| Bahnstrecke Port-Boulet–Port-de-Piles \| Bahnstrecke Port-Boulet–Port-de-Piles \| \| \| 41,0 \| PCV de Nouâtre, Instandhaltungs-Basis (östlich) \| PCV de Nouâtre, Instandhaltungs-Basis (östlich) \| \| \| 41,6 \| Viaduc sur la Vienne (380 m) \| Viaduc sur la Vienne (380 m) \| \| \| 42,x \| A10 (465 m) \| A10 (465 m) \| \| \| 61,5 \| PCVE de Thuré (Betriebsgleise und Notbahnsteig östlich) \| PCVE de Thuré (Betriebsgleise und Notbahnsteig östlich) \| \| \| 68,7 \| Bahnstrecke Loudun–Châtellerault \| Bahnstrecke Loudun–Châtellerault \| \| \| 75,1 \| Überdeckung Marigny-Brizay (115 m) \| Überdeckung Marigny-Brizay (115 m) \| \| \| 79,2 \| PCV de Marigny-Brizay \| PCV de Marigny-Brizay \| \| \| 85,7 \| Abzw. Migné-Auxances (nach Poitiers) \| Abzw. Migné-Auxances (nach Poitiers) \| \| \| 88,6 \| Viaducs de l'Auxance (444 m und 457 m) \| Viaducs de l'Auxance (444 m und 457 m) \| \| \| 89,x \| Bahnstrecke Poitiers–Arçay \| Bahnstrecke Poitiers–Arçay \| \| \| \| Estacade de la Folie (918 m und 940 m) \| \| \| \| \| Bahnstrecke Paris–Bordeaux nach Poitiers \| \| \| \| 91,x \| Route nationale 147 \| Route nationale 147 \| \| \| 92,x \| Instandhaltungsbasis Poitiers (östlich) \| Instandhaltungsbasis Poitiers (östlich) \| \| \| 97,0 \| Viaduc de la Boivre (140 m) \| Viaduc de la Boivre (140 m) \| \| \| 102,1 \| A10 \| A10 \| \| \| \| \| \| \| \| 106,x \| Bahnstrecke Saint-Benoît–La Rochelle-Ville La Rochelle–Poitiers (Fontaine-le-Comte) \| Bahnstrecke Saint-Benoît–La Rochelle-Ville La Rochelle–Poitiers (Fontaine-le-Comte) \| \| \| \| \| \| \| \| 113,0 \| PCV de Marçay \| PCV de Marçay \| \| \| 115,8 \| Viaduc de la Vonne (130 m) \| Viaduc de la Vonne (130 m) \| \| \| 147,0 \| PCVE de Pliboux (Betriebsgleise und Notbahnsteig östlich) \| PCVE de Pliboux (Betriebsgleise und Notbahnsteig östlich) \| \| \| 172,1 \| Abzw. Juillé V2 (nach Angoulême) \| Abzw. Juillé V2 (nach Angoulême) \| \| \| 173,x \| Bahnstrecke Paris–Bordeaux \| Bahnstrecke Paris–Bordeaux \| \| \| 176,8 \| Viaduc de la Charente Nord (480 m) \| Viaduc de la Charente Nord (480 m) \| \| \| 178,x \| Instandhaltungsbasis Villognon (westlich) \| Instandhaltungsbasis Villognon (westlich) \| \| \| 181,x \| Bahnstrecke Paris–Bordeaux n. Angoulême \| (Abzw. Villognon V1) \| \| \| 189,6 \| Viaduc de la Charente Médiane (537 m) \| Viaduc de la Charente Médiane (537 m) \| \| \| 198,3 \| PCVE d'Asnières-sur-Nouère (Betriebsgleise u. Notbahnsteig westl.) \| PCVE d'Asnières-sur-Nouère (Betriebsgleise u. Notbahnsteig westl.) \| \| \| 201,x \| RN 141 \| RN 141 \| \| \| 205,3 \| Viaduc de la Charente Sud (180 m) \| Viaduc de la Charente Sud (180 m) \| \| \| 206,x \| Bahnstrecke Beillant–Angoulême \| Bahnstrecke Beillant–Angoulême \| \| \| 207,8 \| Viaduc de la Boème (450 m) \| Viaduc de la Boème (450 m) \| \| \| 210,x \| RN 10 \| RN 10 \| \| \| \| Bahnstrecke Paris–Bordeaux von Angoulême \| \| \| \| \| Estacade de La Couronne (Boème; 720 m) \| \| \| \| 214,3 \| Abzw. La Couronne (von Angoulême) \| Abzw. La Couronne (von Angoulême) \| \| \| 215,0 \| Viaduc du Claix (450 m) \| Viaduc du Claix (450 m) \| \| \| 225,1 \| Viaduc de la Font des Filles (117 m) \| Viaduc de la Font des Filles (117 m) \| \| \| 229,1 \| PCV de Cressac-Saint-Genis \| PCV de Cressac-Saint-Genis \| \| \| 245,0 \| Viaduc des Lorettes (180 m) \| Viaduc des Lorettes (180 m) \| \| \| 245,9 \| Viaduc de la Poussonne (180 m) \| Viaduc de la Poussonne (180 m) \| \| \| 250,7 \| Viaduc du Palais (180 m) \| Viaduc du Palais (180 m) \| \| \| 251,8 \| Viaduc de la Nauve du Merle (94 m) \| Viaduc de la Nauve du Merle (94 m) \| \| \| 252,9 \| Viaduc de l'Agrière (103 m) \| Viaduc de l'Agrière (103 m) \| \| \| 254,9 \| PCVE de Neuvicq (Betriebsgleise und Notbahnsteig östlich) \| PCVE de Neuvicq (Betriebsgleise und Notbahnsteig östlich) \| \| \| 255,9 \| Viaduc de la Goujonne (135 m) \| Viaduc de la Goujonne (135 m) \| \| \| 259,8 \| Viaduc du Mouzon (246 m) \| Viaduc du Mouzon (246 m) \| \| \| 265,4 \| Viaduc du Lary (78 m) \| Viaduc du Lary (78 m) \| \| \| \| Bahnstrecke Châteauneuf–Saint-Yzan von Châteauneuf \| \| \| \| 266,055,8 \| Übergang zur Bahnstrecke Châteauneuf–Saint-Yzan \| Übergang zur Bahnstrecke Châteauneuf–Saint-Yzan \| \| \| \| Instandhaltungsbasis Clérac \| \| \| \| \| Bahnstrecke Châteauneuf–Saint-Yzan nach Saint-Yzan \| \| \| \| 274,9 \| Viaduc du Meudon Nord (124 m) \| Viaduc du Meudon Nord (124 m) \| \| \| 277,7 \| Viaduc du Meudon Sud (114 m) \| Viaduc du Meudon Sud (114 m) \| \| \| 278,8 \| PCV de Laruscade \| PCV de Laruscade \| \| \| 279,6 \| Viaduc de la Saye (150 m) \| Viaduc de la Saye (150 m) \| \| \| 280,x \| Bahnstrecke Cavignac–Coutras \| Bahnstrecke Cavignac–Coutras \| \| \| 281,x \| Bündelung mit Bahnstrecke Chartres–Bordeaux \| Bündelung mit Bahnstrecke Chartres–Bordeaux \| \| \| \| Gauriaguet \| \| \| \| \| Aubie–Saint-Antoine \| \| \| \| 290,x \| Bahnstrecke Chartres–Bordeaux nach Bordeaux \| Bahnstrecke Chartres–Bordeaux nach Bordeaux \| \| \| 294,6 \| Estacade de la Falaise (338 m) \| Estacade de la Falaise (338 m) \| \| \| 295,0 \| Viaduc du Marais de la Virvée (150 m) \| Viaduc du Marais de la Virvée (150 m) \| \| \| \| \| \| \| \| 296,9 \| Viaduc de la Dordogne (1319 m) \| Viaduc de la Dordogne (1319 m) \| \| \| \| \| \| \| \| 299,5 \| A10 \| A10 \| \| \| 299,1 \| Systemtrennstelle 1,5 kV = / 25 kV, 50 Hz ≈ \| Systemtrennstelle 1,5 kV = / 25 kV, 50 Hz ≈ \| \| \| \| Bahnstrecke Paris–Bordeaux von Libourne \| \| \| \| 299,3 \| Bahnstrecke Chartres–Bordeaux \| Bahnstrecke Chartres–Bordeaux \| \| \| 300,7 \| Abzw. Ambarès \| Abzw. Ambarès \| \| \| \| (weitere Betriebsstellen) \| \| \| \| \| Bordeaux-Saint-Jean \| \| |                      |                                                                                                |                                                                                                |
| Strecke |                      | LGV Atlantique von Paris-Montparnasse                                                          | LGV Atlantique von Paris-Montparnasse                                                          |
| Kilometer-Wechsel | 223,00,0             | Abzw. von Saint-Avertin                                                                        | Abzw. von Saint-Avertin                                                                        |
| |                      |                                                                                                |                                                                                                |
| Abzweig geradeaus und ehemals nach rechts | 0,6                  | Contournement de Tours (ausser Betrieb seit 2017) zur Bahnstrecke Paris–Bordeaux nach Poitiers | Contournement de Tours (ausser Betrieb seit 2017) zur Bahnstrecke Paris–Bordeaux nach Poitiers |
| |                      |                                                                                                |                                                                                                |
| Strecke mit Straßenbrücke | 3,5                  | A85 (190 m)                                                                                    | A85 (190 m)                                                                                    |
| Kreuzung geradeaus unten | 4,7                  | Bahnstrecke Joué-lès-Tours–Châteauroux                                                         | Bahnstrecke Joué-lès-Tours–Châteauroux                                                         |
| Brücke über Wasserlauf | 7,8                  | Viaduc de l’Indre (450 m)                                                                      | Viaduc de l’Indre (450 m)                                                                      |
| Abzweig geradeaus und von rechts | 16,4                 | Abzw. Monts Bahnstrecke Paris–Bordeaux von Tours                                               | Abzw. Monts Bahnstrecke Paris–Bordeaux von Tours                                               |
| Überleitstelle / Spurwechsel | 21,7                 | PCV de Sainte-Catherine-de-Fierbois                                                            | PCV de Sainte-Catherine-de-Fierbois                                                            |
| Brücke über Wasserlauf | 30,5                 | Viaduc de la Manse (130 m)                                                                     | Viaduc de la Manse (130 m)                                                                     |
| Tunnel | 36,0                 | Überdeckung Maillé (100 m)                                                                     | Überdeckung Maillé (100 m)                                                                     |
| Kreuzung geradeaus oben und links | 38,2                 | Bahnstrecke Paris–Bordeaux n. Châtellerault (Abzw. La Celle-St-Avant)                          | Bahnstrecke Paris–Bordeaux n. Châtellerault (Abzw. La Celle-St-Avant)                          |
| Kreuzung geradeaus oben | 39,x                 | Bahnstrecke Port-Boulet–Port-de-Piles                                                          | Bahnstrecke Port-Boulet–Port-de-Piles                                                          |
| Überleitstelle / Spurwechsel | 41,0                 | PCV de Nouâtre, Instandhaltungs-Basis (östlich)                                                | PCV de Nouâtre, Instandhaltungs-Basis (östlich)                                                |
| Brücke über Wasserlauf | 41,6                 | Viaduc sur la Vienne (380 m)                                                                   | Viaduc sur la Vienne (380 m)                                                                   |
| Brücke | 42,x                 | A10 (465 m)                                                                                    | A10 (465 m)                                                                                    |
| Überleitstelle / Spurwechsel | 61,5                 | PCVE de Thuré (Betriebsgleise und Notbahnsteig östlich)                                        | PCVE de Thuré (Betriebsgleise und Notbahnsteig östlich)                                        |
| Kreuzung geradeaus oben (Querstrecke außer Betrieb) | 68,7                 | Bahnstrecke Loudun–Châtellerault                                                               | Bahnstrecke Loudun–Châtellerault                                                               |
| Tunnel | 75,1                 | Überdeckung Marigny-Brizay (115 m)                                                             | Überdeckung Marigny-Brizay (115 m)                                                             |
| Überleitstelle / Spurwechsel | 79,2                 | PCV de Marigny-Brizay                                                                          | PCV de Marigny-Brizay                                                                          |
| | 85,7                 | Abzw. Migné-Auxances (nach Poitiers)                                                           | Abzw. Migné-Auxances (nach Poitiers)                                                           |
| Brücke über Wasserlauf · Brücke über Wasserlauf | 88,6                 | Viaducs de l'Auxance (444 m und 457 m)                                                         | Viaducs de l'Auxance (444 m und 457 m)                                                         |
| Kreuzung geradeaus oben · Kreuzung geradeaus oben | 89,x                 | Bahnstrecke Poitiers–Arçay                                                                     | Bahnstrecke Poitiers–Arçay                                                                     |
| Strecke · Brücke |                      | Estacade de la Folie (918 m und 940 m)                                                         | Estacade de la Folie (918 m und 940 m)                                                         |
| Strecke · Abzweig geradeaus und von links |                      | Bahnstrecke Paris–Bordeaux nach Poitiers                                                       | Bahnstrecke Paris–Bordeaux nach Poitiers                                                       |
| Strecke mit Straßenbrücke | 91,x                 | Route nationale 147                                                                            | Route nationale 147                                                                            |
| Dienststation / Betriebs- oder Güterbahnhof | 92,x                 | Instandhaltungsbasis Poitiers (östlich)                                                        | Instandhaltungsbasis Poitiers (östlich)                                                        |
| Brücke über Wasserlauf | 97,0                 | Viaduc de la Boivre (140 m)                                                                    | Viaduc de la Boivre (140 m)                                                                    |
| Brücke | 102,1                | A10                                                                                            | A10                                                                                            |
| |                      |                                                                                                |                                                                                                |
| Kreuzung geradeaus oben und rechts | 106,x                | Bahnstrecke Saint-Benoît–La Rochelle-Ville La Rochelle–Poitiers (Fontaine-le-Comte)            | Bahnstrecke Saint-Benoît–La Rochelle-Ville La Rochelle–Poitiers (Fontaine-le-Comte)            |
| |                      |                                                                                                |                                                                                                |
| Überleitstelle / Spurwechsel | 113,0                | PCV de Marçay                                                                                  | PCV de Marçay                                                                                  |
| Brücke über Wasserlauf | 115,8                | Viaduc de la Vonne (130 m)                                                                     | Viaduc de la Vonne (130 m)                                                                     |
| Überleitstelle / Spurwechsel | 147,0                | PCVE de Pliboux (Betriebsgleise und Notbahnsteig östlich)                                      | PCVE de Pliboux (Betriebsgleise und Notbahnsteig östlich)                                      |
| | 172,1                | Abzw. Juillé V2 (nach Angoulême)                                                               | Abzw. Juillé V2 (nach Angoulême)                                                               |
| Kreuzung geradeaus oben | 173,x                | Bahnstrecke Paris–Bordeaux                                                                     | Bahnstrecke Paris–Bordeaux                                                                     |
| Brücke über Wasserlauf | 176,8                | Viaduc de la Charente Nord (480 m)                                                             | Viaduc de la Charente Nord (480 m)                                                             |
| Dienststation / Betriebs- oder Güterbahnhof | 178,x                | Instandhaltungsbasis Villognon (westlich)                                                      | Instandhaltungsbasis Villognon (westlich)                                                      |
| Kreuzung geradeaus oben und links | 181,x                | Bahnstrecke Paris–Bordeaux n. Angoulême                                                        | (Abzw. Villognon V1)                                                                           |
| Brücke über Wasserlauf | 189,6                | Viaduc de la Charente Médiane (537 m)                                                          | Viaduc de la Charente Médiane (537 m)                                                          |
| Überleitstelle / Spurwechsel | 198,3                | PCVE d'Asnières-sur-Nouère (Betriebsgleise u. Notbahnsteig westl.)                             | PCVE d'Asnières-sur-Nouère (Betriebsgleise u. Notbahnsteig westl.)                             |
| Brücke | 201,x                | RN 141                                                                                         | RN 141                                                                                         |
| Brücke über Wasserlauf | 205,3                | Viaduc de la Charente Sud (180 m)                                                              | Viaduc de la Charente Sud (180 m)                                                              |
| Kreuzung geradeaus oben | 206,x                | Bahnstrecke Beillant–Angoulême                                                                 | Bahnstrecke Beillant–Angoulême                                                                 |
| Brücke über Wasserlauf | 207,8                | Viaduc de la Boème (450 m)                                                                     | Viaduc de la Boème (450 m)                                                                     |
| Brücke | 210,x                | RN 10                                                                                          | RN 10                                                                                          |
| Strecke · Abzweig geradeaus und nach links |                      | Bahnstrecke Paris–Bordeaux von Angoulême                                                       | Bahnstrecke Paris–Bordeaux von Angoulême                                                       |
| Strecke · Brücke über Wasserlauf |                      | Estacade de La Couronne (Boème; 720 m)                                                         | Estacade de La Couronne (Boème; 720 m)                                                         |
| | 214,3                | Abzw. La Couronne (von Angoulême)                                                              | Abzw. La Couronne (von Angoulême)                                                              |
| Brücke über Wasserlauf | 215,0                | Viaduc du Claix (450 m)                                                                        | Viaduc du Claix (450 m)                                                                        |
| Brücke über Wasserlauf | 225,1                | Viaduc de la Font des Filles (117 m)                                                           | Viaduc de la Font des Filles (117 m)                                                           |
| Überleitstelle / Spurwechsel | 229,1                | PCV de Cressac-Saint-Genis                                                                     | PCV de Cressac-Saint-Genis                                                                     |
| Brücke über Wasserlauf | 245,0                | Viaduc des Lorettes (180 m)                                                                    | Viaduc des Lorettes (180 m)                                                                    |
| Brücke über Wasserlauf | 245,9                | Viaduc de la Poussonne (180 m)                                                                 | Viaduc de la Poussonne (180 m)                                                                 |
| Brücke über Wasserlauf | 250,7                | Viaduc du Palais (180 m)                                                                       | Viaduc du Palais (180 m)                                                                       |
| Brücke über Wasserlauf | 251,8                | Viaduc de la Nauve du Merle (94 m)                                                             | Viaduc de la Nauve du Merle (94 m)                                                             |
| Brücke über Wasserlauf | 252,9                | Viaduc de l'Agrière (103 m)                                                                    | Viaduc de l'Agrière (103 m)                                                                    |
| Überleitstelle / Spurwechsel | 254,9                | PCVE de Neuvicq (Betriebsgleise und Notbahnsteig östlich)                                      | PCVE de Neuvicq (Betriebsgleise und Notbahnsteig östlich)                                      |
| Brücke über Wasserlauf | 255,9                | Viaduc de la Goujonne (135 m)                                                                  | Viaduc de la Goujonne (135 m)                                                                  |
| Brücke über Wasserlauf | 259,8                | Viaduc du Mouzon (246 m)                                                                       | Viaduc du Mouzon (246 m)                                                                       |
| Brücke über Wasserlauf | 265,4                | Viaduc du Lary (78 m)                                                                          | Viaduc du Lary (78 m)                                                                          |
| Strecke von rechts (außer Betrieb) · Strecke |                      | Bahnstrecke Châteauneuf–Saint-Yzan von Châteauneuf                                             | Bahnstrecke Châteauneuf–Saint-Yzan von Châteauneuf                                             |
| Abzweig ehemals geradeaus und von links · Abzweig geradeaus und nach rechts | 266,055,8            | Übergang zur Bahnstrecke Châteauneuf–Saint-Yzan                                                | Übergang zur Bahnstrecke Châteauneuf–Saint-Yzan                                                |
| Dienststation / Betriebs- oder Güterbahnhof · Strecke |                      | Instandhaltungsbasis Clérac                                                                    | Instandhaltungsbasis Clérac                                                                    |
| Strecke nach rechts · Strecke |                      | Bahnstrecke Châteauneuf–Saint-Yzan nach Saint-Yzan                                             | Bahnstrecke Châteauneuf–Saint-Yzan nach Saint-Yzan                                             |
| Brücke über Wasserlauf | 274,9                | Viaduc du Meudon Nord (124 m)                                                                  | Viaduc du Meudon Nord (124 m)                                                                  |
| Brücke über Wasserlauf | 277,7                | Viaduc du Meudon Sud (114 m)                                                                   | Viaduc du Meudon Sud (114 m)                                                                   |
| Überleitstelle / Spurwechsel | 278,8                | PCV de Laruscade                                                                               | PCV de Laruscade                                                                               |
| Brücke über Wasserlauf | 279,6                | Viaduc de la Saye (150 m)                                                                      | Viaduc de la Saye (150 m)                                                                      |
| Kreuzung (Querstrecke außer Betrieb) | 280,x                | Bahnstrecke Cavignac–Coutras                                                                   | Bahnstrecke Cavignac–Coutras                                                                   |
| Strecke | 281,x                | Bündelung mit Bahnstrecke Chartres–Bordeaux                                                    | Bündelung mit Bahnstrecke Chartres–Bordeaux                                                    |
| Strecke |                      | Gauriaguet                                                                                     | Gauriaguet                                                                                     |
| Strecke |                      | Aubie–Saint-Antoine                                                                            | Aubie–Saint-Antoine                                                                            |
| Strecke | 290,x                | Bahnstrecke Chartres–Bordeaux nach Bordeaux                                                    | Bahnstrecke Chartres–Bordeaux nach Bordeaux                                                    |
| Brücke | 294,6                | Estacade de la Falaise (338 m)                                                                 | Estacade de la Falaise (338 m)                                                                 |
| Brücke über Wasserlauf | 295,0                | Viaduc du Marais de la Virvée (150 m)                                                          | Viaduc du Marais de la Virvée (150 m)                                                          |
| Strecke Anfang Hochstrecke |                      |                                                                                                |                                                                                                |
| Strecke unter Wasserlauf | 296,9                | Viaduc de la Dordogne (1319 m)                                                                 | Viaduc de la Dordogne (1319 m)                                                                 |
| Strecke Ende Hochstrecke |                      |                                                                                                |                                                                                                |
| Brücke | 299,5                | A10                                                                                            | A10                                                                                            |
| Grenze | 299,1                | Systemtrennstelle 1,5 kV = / 25 kV, 50 Hz ≈                                                    | Systemtrennstelle 1,5 kV = / 25 kV, 50 Hz ≈                                                    |
| Strecke · Strecke von links |                      | Bahnstrecke Paris–Bordeaux von Libourne                                                        | Bahnstrecke Paris–Bordeaux von Libourne                                                        |
| Kreuzung geradeaus oben · Kreuzung geradeaus oben | 299,3                | Bahnstrecke Chartres–Bordeaux                                                                  | Bahnstrecke Chartres–Bordeaux                                                                  |
| | 300,7                | Abzw. Ambarès                                                                                  | Abzw. Ambarès                                                                                  |
| |                      | (weitere Betriebsstellen)                                                                      |                                                                                                |
| Bahnhof |                      | Bordeaux-Saint-Jean                                                                            | Bordeaux-Saint-Jean                                                                            |

Die LGV Sud Europe Atlantique (kurz: LGV SEA) ist eine Schnellfahrstrecke in Frankreich. Sie wurde am 2. Juli 2017 eröffnet und verbindet als südliche Verlängerung der LGV Atlantique die Städte Tours und Bordeaux. Ihre Länge beträgt 302 Kilometer, hinzu kommen 38 Kilometer Anschlussstrecken an die Bahnhöfe von Poitiers und Angoulême. Die Trasse verläuft weitgehend parallel zur alten, inzwischen überlasteten Eisenbahnstrecke. Ausgelegt ist die LGV Sud Europe Atlantique für eine Höchstgeschwindigkeit von 320 Kilometern pro Stunde.
Mit Inbetriebnahme hat sich die Strecke zwischen Paris und Bordeaux auf 537,14 km verkürzt. Die schnellsten TGV benötigen dafür zwei Stunden und vier Minuten, die Reisegeschwindigkeit liegt dann bei 259,9 km/h.

## Finanzierung
Die Strecke wurde von einem Konsortium unter Führung des Baukonzerns Vinci in einem Betreibermodell errichtet. Das Unternehmen setzte sich damit gegen die Wettbewerber Bouygues und Eiffage durch. An dem Konsortium LISEA sind neben dem VINCI-Konzern (mit 33,4 %) das staatliche Finanzinstitut Caisse des Dépôts (25,4 %), die Infrastruktur-Investmentgesellschaft Meridiam (24,4 %) und die, aus dem Versicherungskonzern Axa hervorgegangene, Ardian (Beteiligungsgesellschaft) (16,8 %) beteiligt (Stand 2019).
Die Hälfte der geplanten Bausumme von 7,2 Milliarden Euro gaben Zentralstaat und Gebietskörperschaften als Zuschuss, den Rest brachte Lisea auf. Dem steht, einschließlich erwarteter Preissteigerungen, ein Finanzierungsbudget von 7,8 Milliarden Euro gegenüber. Dafür darf das Konsortium 50 Jahre lang Nutzungsgebühren erheben. Zur Finanzierung erhielt Vinci einen Kredit der Europäischen Investitionsbank über 1,2 Milliarden Euro.
Passagiere
Es wurde prognostiziert, dass der Personenverkehr zwischen Paris und Bordeaux durch die neue Linie um drei Millionen auf 19 bis 20 Millionen Reisende pro Jahr steigen könnte.
Diese Erwartungen trafen ein. 
Lisea berichtete 2022 von 19.320.000 Fahrgästen, davon 6.000.000 zwischen dem Großraum Paris und dem Streckenende in Bordeaux Saint Jean.

## Geschichte

### Vorbereitungen
Am 25. September 1990 wurde der bis Saint-Pierre-des-Corps nahe Tours führende Südwestast der LGV Atlantique in Betrieb genommen. Seither verkehren TGV-Züge zwischen Paris und Bordeaux. Der am 1. April 1992 vorgestellte Gesamtplan für die französischen Hochgeschwindigkeitsstrecken enthielt dann das Projekt einer LGV Aquitaine genannten Linie als Verlängerung der LGV Atlantique nach Bordeaux. 1997 bis 1998 wurden erste Machbarkeitsstudien hierzu durchgeführt. Vor der Realisation wurde die Strecke dann in zwei Abschnitte aufgeteilt: Tours-Angoulême und Angoulême-Bordeaux.

#### Tours-Angoulême
Zu diesem Streckenabschnitt wurden erst zwischen 2004 und 2006 Studien erstellt. Am 16. April 2007 wurde das Projekt dann offiziell vom Verkehrsministerium abgesegnet. Das vorrangige öffentliche Interesse hieran wurde im Frühjahr 2009 erklärt.

#### Angoulême-Bordeaux
Nach offiziellen Studien 2001–2003 wurde 2005 das Raumordnungsverfahren eingeleitet. Am 20. Juli 2006 wurde das vorrangige öffentliche Interesse am Projekt offiziell festgestellt. Als Vorbereitung zum Bau der Hochgeschwindigkeitsstrecke wurde bis 2008 eine zweite parallele Eisenbahnbrücke über die Garonne in Bordeaux errichtet. Bis September 2010 wurde das zweite Gleispaar an den Bahnhof Bordeaux-Saint-Jean angeschlossen.

### Bau
In den Jahren 2010 bis 2011 wurden Vorarbeiten ausgeführt, wie zum Beispiel die Abholzung von Wäldern oder auch Archäologische Grabungen auf der späteren Trasse. Die eigentlichen Tiefbauarbeiten und der Bau der Kunstbauwerke begann Ende 2011 und dauerte bis Anfang 2015. Während des Jahres 2015 wurde die Strecke mit der Eisenbahn-Infrastruktur ausgestattet. Ab Mitte 2016 fanden dann die ersten Testfahrten statt.

## Streckenverlauf
Die LGV fädelt aus der LGV Atlantique südwärts auf der noch breiten Landzunge zwischen Loire und Cher östlich von Tours aus, um nach Querung der Indreniederung das Viennetal bei Ports-sur-Vienne zu passieren. Zeitweise liegt dabei eine Bündelung mit der Autobahn A10 vor. Châtellerault wird im westlichen Hinterland umfahren, neuerlich streckenweise mit der A10 gebündelt und nun Poitiers am westlichen Stadtrand tangiert. Westlich des Claintals geht es weiter gestreckt trassiert südwärts, und die Wasserscheide zur Charente, deren Niederung zweimal nördlich von Angoulême gequert wird, passiert. Angoulême wird ebenfalls westlich umfahren, die Charente ein letztes Mal überbrückt und südlich davon westliche Ausläufer des Massif Central überwunden. Vorbei an Montguyon zieht die Bahnstrecke weiter südwärts, ab etwa Marsas gebündelt mit der Altbaustrecke bis Saint-André-de-Cubzac, an die Dordogne. Diese wird gequert und kurz darauf bei La Grave d'Ambarès in die Bestandsstrecke bis zum Hauptbahnhof Bordeaux-Saint-Jean, vor dessen Nordeinfahrt noch die Garonne passiert wird, eingefädelt.

## Infrastruktur

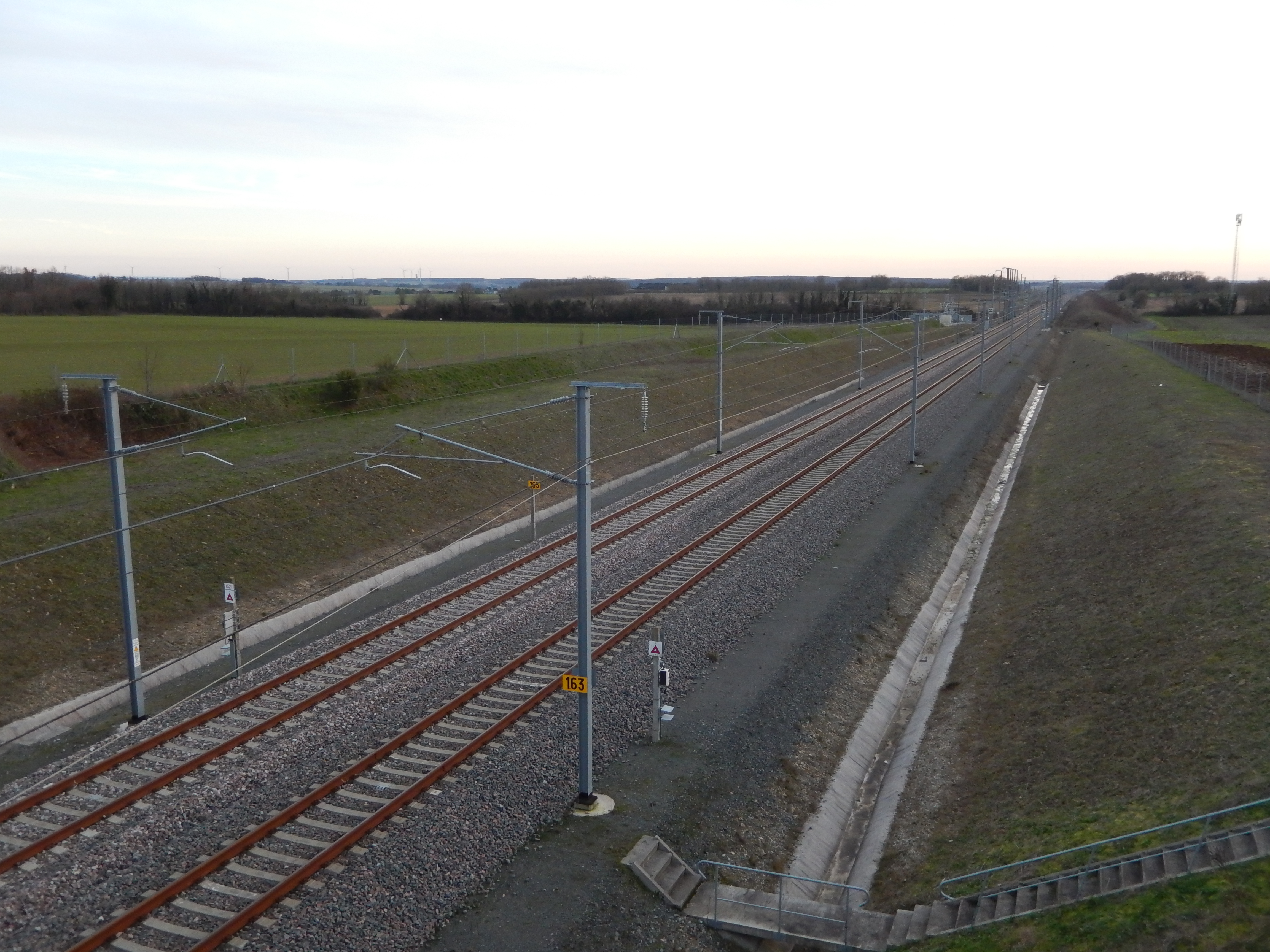
Die LGV SEA in der Nähe von Raix (Département Charente).

Die Strecke ist, wie jede Neubaustrecke in Frankreich, mit 25 kV 50 Hz Wechselspannung elektrifiziert. Die Signalisierung besteht aus TVM 430 und ETCS Level 2; sie wird von Ansaldo STS geliefert werden. Insgesamt wurden 60 Millionen Euro investiert, wovon 47 Mio. auf das TVM 430 und 13 Mio. auf ETCS Level 2 entfallen.
Die Strecke ist an acht Stellen, mit einer Gesamtlänge von 38 km, mit dem Bestandsnetz verbunden. Bahnhöfe außerhalb von Städten, wie an früheren französischen Hochgeschwindigkeitsstrecken, sind nicht mehr vorgesehen.

## Fahrzeuge
Als rollendes Material waren 40 weitere TGV Duplex bei der Firma Alstom bestellt worden, welche bis Ende 2019 komplett ausgeliefert wurden. Sie ersetzen nach und nach die bisherigen TGV Atlantique. Der Preis je Triebzug beträgt 30 Millionen Euro.

## Geplante Weiterführungen
Bis zum Jahr 2020 sollen von Bordeaux aus zwei weiterführende Hochgeschwindigkeitsstrecken errichtet werden: Die LGV Bordeaux–Espagne zur spanischen Grenze nach Irun und die LGV Bordeaux–Toulouse. Die Fahrzeit von Paris nach Toulouse wird dann nur noch gut drei Stunden betragen gegenüber fünf Stunden heute.